# 세레레구
세레레구(Serere)는 우간다의 구로 행정 중심지는 세레레이며 면적은 1,965.4km2, 인구는 294,100명(2012년 기준)이다. 행정 구역상으로는 동부 주에 속한다. 북쪽으로는 소로티 구, 동쪽으로는 응고라 구, 남쪽으로는 팔리사 구, 칼리로 구, 부옌데 구, 서쪽으로는 카베라마이도 구와 접한다.

## 같이 보기
- 소로티구
- 우간다의 행정 구역